# 穆图
穆图（法語：Moutoux，法語發音：[mutu]）是法国汝拉省的一个市镇，属于隆斯勒索涅区。

## 地理
穆图（46°47'28"N, 5°56'24"E）面积4.27 平方千米，位于法国勃艮第-弗朗什-孔泰大區汝拉省，该省份为法国东部内陆省份，北起上索恩省，西北接科多尔省，西临索恩-卢瓦尔省，南至安省，东与杜省和瑞士接壤。
与穆图接壤的市镇（或旧市镇、城区）包括：勒拉泰、莱南、勒帕斯基耶、圣日耳曼昂蒙塔涅。

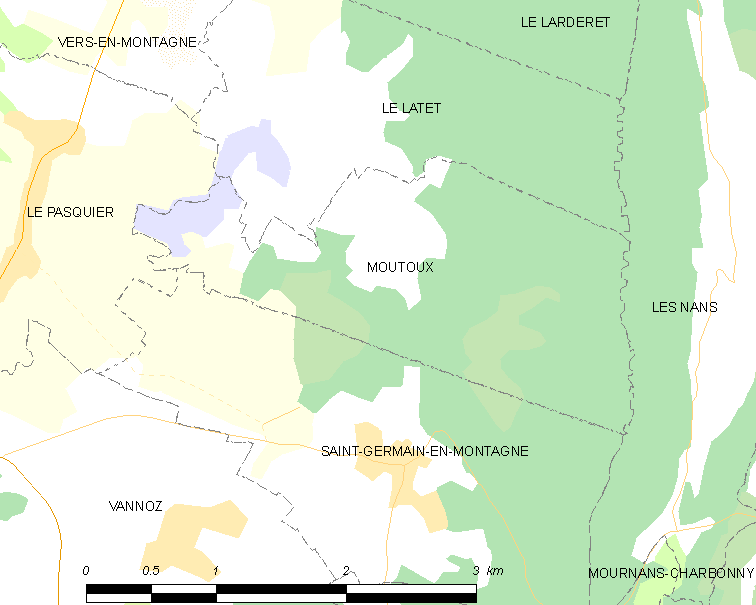
穆图的OSM定位图

穆图的时区为UTC+01:00、UTC+02:00（夏令时）。

## 行政
穆图的邮政编码为39300，INSEE市镇编码为39376。

## 政治
穆图所属的省级选区为尚帕尼奥勒县。

## 人口

1962-2008年间穆图人口变化图示

穆图于2022年1月1日时的人口数量为76人。